# Programmazione genetica lineare
La Programmazione genetica lineare è un particolare sottoinsieme della programmazione genetica dove i  programmi sono rappresentati come una singola sequenza di istruzioni e dati al contrario della rappresentazione ad albero binario ad esempio. La programmazione genetica lineare non è collegata alla programmazione lineare.